# Berrick Barnes
Berrick Stephen Barnes (Brisbane, Queensland) es un exjugador australiano de rugby que se desempeñaba como fullback o apertura.

## Infancia e inicios
Barnes nació en Brisbane pero se crio en Kingaroy, una ciudad en la zona rural de Queensland . Asistió a la Kingaroy State School y jugó al rugby league juvenil para los Kingaroy Red Ants. También jugó al cricket masculino de categoría A a los 12 años.
En 1999, Barnes obtuvo una beca para asistir a Ipswich Grammar School. Pasó a jugar al rugby union y fue seleccionado para equipos representativos de rugby, incluido el equipo sub-16 de Queensland. Barnes también continuó jugando rugby league y fue elegido para los campamentos de desarrollo de los Brisbane Broncos.
Barnes fue un bateador-portero estrella en el cricket juvenil y también fue lo suficientemente bueno como para ganar medallas del campeonato estatal en natación. Su director deportivo en Ipswich, Nigel Greive, describió a Berrick Barnes como "el jugador más talentoso y polifacético con el que he trabajado". 
En su último año en Ipswich en 2003, Barnes había jugado en el equipo de cricket First XI de la escuela durante cinco años, y en el equipo de rugby First XV durante cuatro años.
Barnes comenzó su carrera deportiva profesional recién salido de la escuela. Fue observado por los Brisbane Broncos, Queensland Reds y Queensland Bulls, pero decidió unirse a los Broncos. 

## Rugby League
Cuando Barnes comenzó en los Brisbane Broncos en 2004, jugó en la Copa de Queensland para el club filial de los Broncos, Toowoomba Clydesdales. Jugó principalmente en las posiciones five-eighth o halfback.
El entrenador de los Kangaroos, John Dixon, elogió a Barnes por sus actuaciones en la Copa de Queensland, lo que llevó a su selección en 2004 para el Kangaroos Invitational XIII contra Papua Nueva Guinea en Townsville y para los Junior Kangaroos contra los PNG Junior Kumuls en Lae. Su posición de juego fue hooker en ambos partidos.
Barnes también jugó para Queensland U-19 contra NSW U-19 en partidos inaugurales para State of Origin en 2004 y 2005. 
Barnes hizo su debut en la NRL para Brisbane en 2005 a la edad de 18 años, saliendo desde el banco en la octava ronda contra los Manly-Warringah Sea Eagles. Luego jugó 9 partidos en la NRL para los Broncos, anotando un try. 
Sin embargo, poco después de su primer partido como titular con los Broncos, Barnes firmó un contrato de dos años con los Queensland Reds para cambiar de equipo y jugar al rugby union.

## Rugby Union
Barnes jugó para los Queensland Reds de 2006 a 2009. Jugó 45 partidos y anotó 105 puntos, incluidos 6 ensayos, para los Reds en el Super Rugby. En 2009 fue capitán del equipo de los Rojos durante la primera mitad de la temporada mientras James Horwill se recuperaba de una lesión.
En 2010, Barnes se unió a los New South Wales Waratahs y luego firmó hasta finales de 2013. Hizo 43 apariciones y anotó 194 puntos, incluidos 4 ensayos para los Waratahs en el Super Rugby. En 2011 sufrió la "migraña del futbolista" y se tomó tres meses de descanso del juego, a partir de junio de 2011.
Barnes se retiró del rugby en abril de 2020.

## Selección nacional
Barnes hizo su debut internacional a los 21 años en el primer partido de grupo de Australia de la Copa Mundial de Rugby de 2007, contra Japón . Después de sólo tres minutos en el campo, Barnes anotó su primer ensayo. Marcó de nuevo a cinco minutos del final del partido, que Australia ganó por 91-3.
La semana siguiente, para el siguiente partido de la Copa Mundial de Australia contra Gales en el Millennium Stadium, Barnes fue seleccionado originalmente como reemplazo. Sin embargo, Stephen Larkham se lesionó la rodilla y a Barnes le dijeron en la mañana del juego que sería el apertura titular. Jugó todo el partido e hizo una contribución significativa a la victoria de Australia por 32-20, preparando un ensayo para Matt Giteau y luego anotando un drop desde 32 metros. Añadió otro drop en el siguiente partido de la fase de grupos de Australia, una victoria por 55-12 sobre Fiji que aseguró a Australia un lugar en los cuartos de final. Barnes descansó para el último partido del grupo, pero regresó a la alineación titular para el partido de cuartos de final contra Inglaterra en Marsella, donde Australia quedó fuera del torneo. 
En 2008, Barnes se había convertido en un miembro clave de los Wallabies. Marcó el primer ensayo de la era Robbie Deans como entrenador de los Wallabies, contra Irlanda en Melbourne. Una lesión en el hombro en la histórica victoria sobre los Springboks en el Tri-Nations interrumpió su temporada, pero fue seleccionado para el Spring Tour de 2008. Desafortunadamente, en los primeros 8 minutos del partido contra Italia se rompió el ligamento cruzado posterior de la rodilla y fue enviado a casa. Al año siguiente, Barnes fue nombrado vicecapitán de los Wallabies para el Tour de Primavera de 2009, pero fue enviado a casa después de torcerse el tobillo en una sesión de entrenamiento en Tokio, Japón y sufrir una lesión en la sindesmosis.
En 2010, Barnes no fue seleccionado para la primera prueba de la temporada contra Fiji, pero jugó en el siguiente partido contra Inglaterra. Luego pasó a jugar toda la serie del The Rugby Championship, ya sea como titular o como suplente. Barnes fue nombrado co-capitán del equipo de los Barbarians australianos contra Inglaterra que jugó en Perth y Gosford. Fue capitán del equipo Wallabies de mitad de semana en el Spring Tour de 2010 para los partidos contra Leicester Tigers y Munster, donde su actuación destacada en esa gira fue contra Italia en Florencia, donde anotó 22 puntos en ese juego. Barnes manejó los tiros a palos en Florencia, en ausencia de James O'Connor, metiendo ocho transformaciones de nueve intentos mientras mostraba los beneficios de su trabajo con el consultor de patadas sudafricano de los Wallabies, el ex Springbok Braam van Straaten. En la prueba final del Spring Tour de 2010, Barnes, jugando como centro interior, se conectó con el apertura Quade Cooper para ayudar a orquestar una espectacular demolición de Francia por 59-16, en París. 
Barnes hizo cinco apariciones en la Copa Mundial de Rugby de 2011, que incluyeron los últimos 28 minutos de los cuartos de final contra Sudáfrica y los últimos 45 minutos de la semifinal contra Nueva Zelanda; en ambas instancias ingresando como centro interior en lugar de Pat McCabe . Asumió el rol de apertura luego de que Quade Cooper se lesionara a los 21 minutos del partido por la medalla de bronce de Australia contra Gales, y dirigió a Australia a una victoria de 21-18. 

## Participaciones en Copas del Mundo
Barnes hasta el momento participó de dos Copas del Mundo; Francia 2007 y Nueva Zelanda 2011.
| Mundial                       | Sede          | Resultado        | PJ | Tries |
| ----------------------------- | ------------- | ---------------- | -- | ----- |
| Copa Mundial de Rugby de 2007 | Francia       | Cuartos de final | 4  | 2     |
| Copa Mundial de Rugby de 2011 | Nueva Zelanda | Tercer puesto    | 5  | 3     |

## Palmarés
- Campeón de la Top League de 2013-14 y 2014-15.